# Đội tàu không số Quảng Bình
Đoàn tàu không số Quảng Bình là một đội tàu gồm 12 chiếc tàu vận tải quân sự giả dạng tàu đánh cá được Tỉnh ủy Quảng Bình thành lập phục vụ cho công tác chuyên chở vũ khí vào miền Nam, bên cạnh những tàu của Đoàn 125.

## Thành lập
Sau sự kiện Tết Mậu Thân, chiến trường Trị-Thiên-Huế trở nên căng thẳng ác liệt. Lực lượng vũ trang Quân Giải phóng miền Nam lâm vào tình trạng thiếu thốn vũ khí lương thực. Khi đó, bốn tàu vận tải của đoàn tàu không số - Đoàn 125 hải quân cùng xuất phát vào đêm giao thừa đều bị chặn đánh. Ba tàu bị phá hủy, một tàu quay về, hầu hết vũ khí không đến được tay bộ đội.
Trước tình hình đó, tỉnh ủy Quảng Bình lập tức tổ chức một đoàn vận tải đặc biệt gồm 12 tàu cải dạng sang tàu cá. Tham mưu trưởng Tỉnh đội Quảng Bình Đậu Thanh Long được điều về chỉ huy. Toàn bộ 12 chiếc tàu đã cải trang giống tàu cá của Quảng Trị, Thừa Thiên. Các tàu được đưa từ cửa Ròn sang Nhật Lệ để bốc dỡ hàng. Mỗi tàu chở khoảng 24 tấn hàng hóa bao gồm thuốc nổ TNT, B-40, B-41, đạn cối 82 ly... Mỗi tàu đều được đục lỗ ở đáy rồi bịt lại để đề phòng khi bị phát hiện thì sẽ rút chốt cho chìm tàu.

## Hoạt động
Ngày 13 tháng 2 năm 1968, tức rằm tháng Giêng Mậu Thân, đoàn tàu xuất phát. Tỉnh đội trưởng Trần Sự tiễn đoàn:
Đồng bào, đồng chí Trị Thiên đang mong chờ các đồng chí. Cấp trên và bà con quê ta tin tưởng và tự hào về các đồng chí. Hãy xứng đáng là những người con ưu tú của quê hương Quảng Bình.
Trên hải trình, tuy đã ngụy trang nhưng đoàn tàu vẫn bị phát hiện, bị các tàu chiến và máy bay Mỹ tiến công. Bốn tàu bị trúng bom, bị chìm. Các thủy thủ ở lại cùng người dân địa phương vớt hàng lên bờ. Tám tàu còn lại tiếp tục hành trình.
Sau khi qua Cửa Tùng, đoàn tàu đến Cát Sơn thì bị máy bay và tàu chiến đến bao vây. Các thuyền đều hạ buồn, ẩn trong bóng tối, khiến tàu Mỹ không thể nhận ra. Trong tám chiếc, chiếc của thuyền trưởng Phạm Đờn bị trúng đạn, tuy có thể tấn công tàu Mỹ, nhưng để đảm bảo bí mật, tàu được rút chốt đánh chìm. Các thủy thủ bị bắt và bị giam tại nhiều nhà lao. Đến năm 1973 mới được trao trả. Ba chiếc thuyền ở phía sau tiếp tục bị vây, bèn quyết định lao thẳng vào bãi cát Gio Linh. Thủy thủ ba tàu được lực lượng du kích và người dân địa phương giúp đỡ bốc dỡ vũ khí và phá hủy tàu. Còn bốn tàu còn lại phá được vòng vây, qua Cửa Việt cập vào bờ biển Triệu Phong. Đoàn trưởng Đậu Thanh Long liên lạc được với lực lượng địa phương, chuyển giao vũ khí cho K.8 và kéo tàu lên bờ phá hủy.

## Kết quả
Trong số 74 người làm thủy thủ trên 12 chiếc "tàu không số" của tỉnh Quảng Bình, ngày nay còn khoảng 19 người. Đa phần đều trở ra Bắc an toàn sau chuyến đi.